# Āb Kameh
Āb Kameh (persiska: آب کمه) är en ort i Iran.   Den ligger i provinsen Khorasan, i den nordöstra delen av landet, 700 km öster om huvudstaden Teheran. Āb Kameh ligger 2 037 meter över havet och antalet invånare är 256.
Terrängen runt Āb Kameh är kuperad åt sydväst, men åt nordost är den bergig.Runt Āb Kameh är det ganska tätbefolkat, med 80 invånare per kvadratkilometer. Närmaste större samhälle är Kharkat, 12,9 km väster om Āb Kameh. Omgivningarna runt Āb Kameh är i huvudsak ett öppet busklandskap.